# Hameh Shān
Hameh Shān (persiska: همه شان) är en ort i Iran.   Den ligger i provinsen Ardabil, i den nordvästra delen av landet, 500 km nordväst om huvudstaden Teheran. Hameh Shān ligger 542 meter över havet och antalet invånare är 157.
Terrängen runt Hameh Shān är kuperad. Runt Hameh Shān är det ganska tätbefolkat, med 70 invånare per kvadratkilometer. Närmaste större samhälle är Kalānsūrā, 2,2 km sydväst om Hameh Shān. Trakten runt Hameh Shān består till största delen av jordbruksmark.